# Ростовица
Ростовица — река в России, протекает в Соликамском районе Пермского края. Устье реки находится в 31 км по правому берегу реки Усолка. Длина реки составляет 16 км.
Исток реки находится в 8 км к северо-востоку от села Половодово. Река течёт на юго-запад, приток — Козловка (правый). В среднем течении протекает село Половодово, а в нижнем — деревню Попова-Останина. Чуть ниже последней впадает в Усолку.

## Данные водного реестра
По данным государственного водного реестра России относится к Камскому бассейновому округу, водохозяйственный участок реки — Кама от водомерного поста у села Бондюг до города Березники, речной подбассейн реки — бассейны притоков Камы до впадения Белой. Речной бассейн реки — Кама.
По данным геоинформационной системы водохозяйственного районирования территории РФ, подготовленной Федеральным агентством водных ресурсов:
- Код водного объекта в государственном водном реестре — 10010100212111100006871
- Код по гидрологической изученности (ГИ) — 111100687
- Код бассейна — 10.01.01.002
- Номер тома по ГИ — 11
- Выпуск по ГИ — 1